# Gallus Steiger
Gallus Steiger OSB (* 27. März 1879 in Büron; † 26. November 1966 in Peramiho) war ein Schweizer Missionsbenediktiner und zunächst Abtordinarius der Abtei Lindi, dann Abtbischof der Abtei Peramiho in Tansania.

## Leben

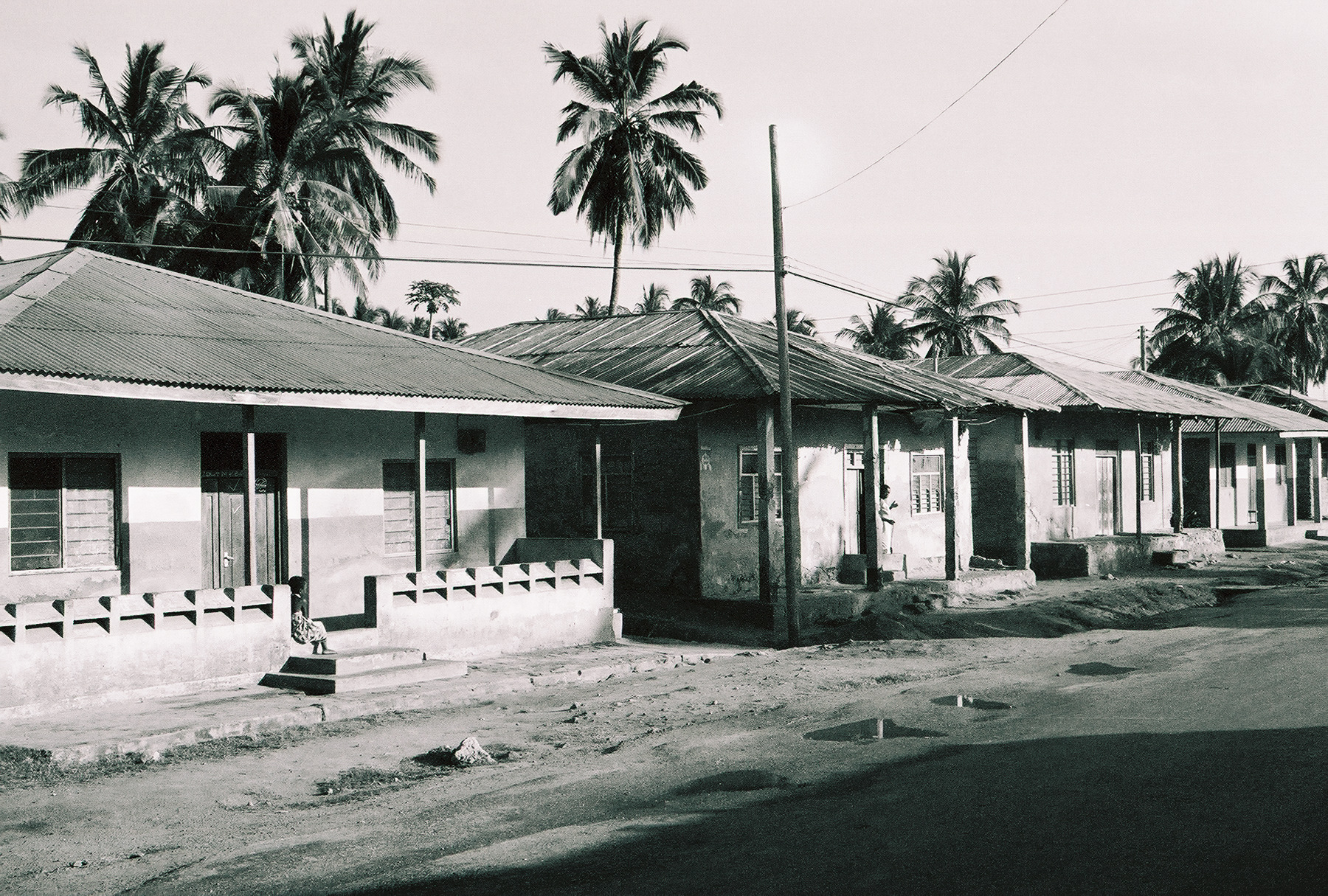
Häuser in Lindi (Tansania)

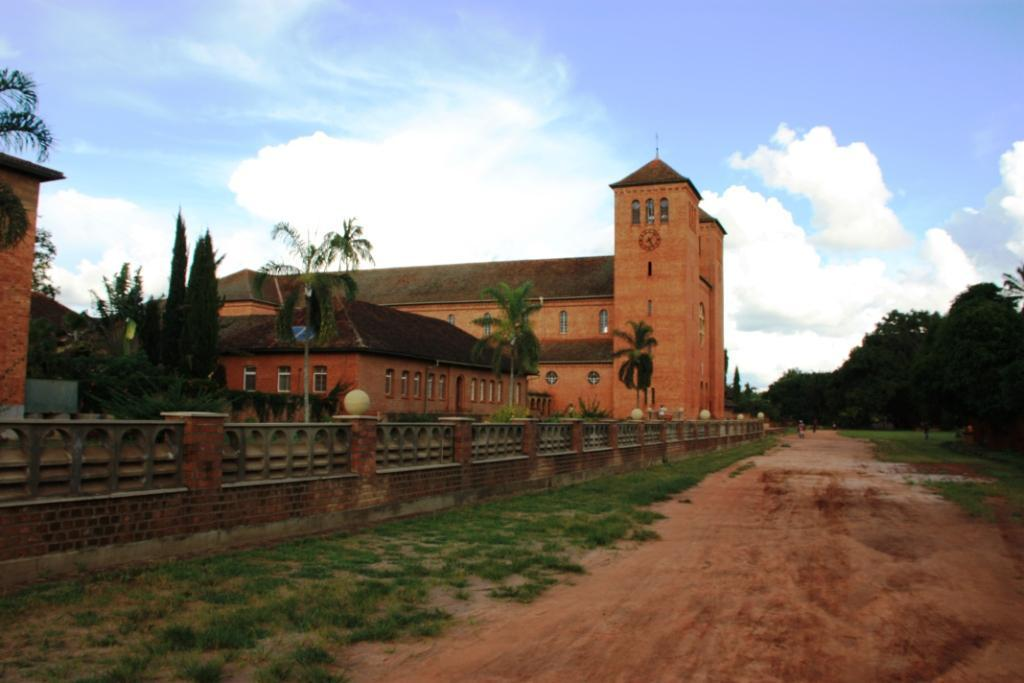
Die Kirche der Benediktinerabtei in Peramiho (2012)

Bernhard Steiger trat nach dem Besuch des Stiftsgymnasiums Einsiedeln 1901 in die spätere Erzabtei Sankt Ottilien ein (Ordensname Gallus) und wurde im Anschluss an das Studium der Theologie in München am 23. Juli 1905 in der Hauskirche des Herzoglichen Georgianums durch den Augsburger Bischof Maximilian von Lingg zum Priester geweiht. 1906 als Missionar in das damalige Deutsch-Ostafrika gesandt, war er dort auf verschiedenen Missionsstationen tätig. Als Schweizer entging er der Ausweisung der Deutschen nach dem Ersten Weltkrieg und wurde 1922 zum apostolischen Präfekten und 1928 zum Abtordinarius der Gefreiten Benediktinerabtei Lindi ernannt (heute Erzbistum Songea). Als diese 1931 in die Abteien Peramiho und Ndanda geteilt wurde, blieb Steiger in Peramiho und wurde 1934 zum Titularbischof von Chalcis in Graecia geweiht. Als solcher leitete er die Abtei und das Missionsgebiet bis zu seinem Rücktritt 1952. Er gründete mehrere Missionsstationen und weihte circa 50 Kirchen. Zwischen 1943 und 1948 liess er die Abteikirche von Peramiho erbauen. Dazu wurden 3 Millionen Ziegel in Eigenarbeit erstellt.
Gallus Steiger förderte das Schul- und Gesundheitswesen sowie die Presse und setzte sich für Kisuaheli als Landessprache ein. Er soll mehrere 10'000 km zu Fuss zurückgelegt haben, um als Bischof in einem riesigen Gebiet die Firmung spenden zu können.
Er starb im 87. Altersjahr in Peramiho und ist auch dort begraben.